# ساخرنگ (باواریا)
ساخرنگ (به آلمانی: Sachrang) یک منطقهٔ مسکونی در آلمان است که در آشاو ایم شیمگاو واقع شده‌است. ساخرنگ ۵۷۱ نفر جمعیت دارد.